# Canal de Garona
El canal de Garona (en francés: canal de Garonne), de nombre oficial canal lateral del Garona  (en francés: canal latéral à la Garonne), también conocido como canal lateral, es un pequeño canal navegable francés, de escaso calado y 193 km de longitud, que une la ciudad de Toulouse con Castets-en-Dorthe, cerca de Burdeos. Fue construido en el siglo XIX como prolongación del canal del Midi y el conjunto de ambos se conoce como canal de los dos mares (canal des Deux-Mers) y sirve de unión entre el mar Mediterráneo y el océano Atlántico. Comenzó a construirse en 1838 y finalizó en 1856.

## Descripción

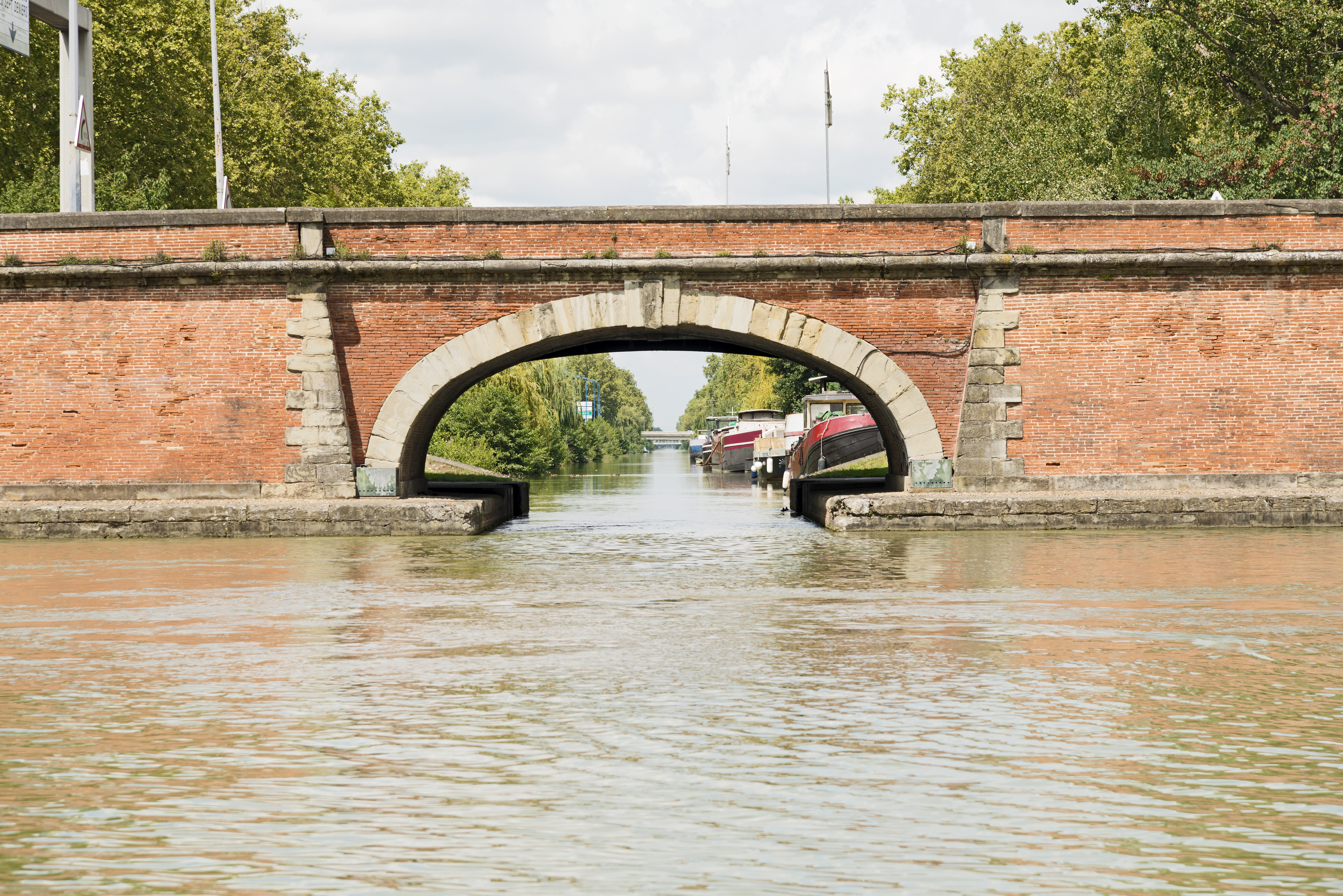
Origen en Toulouse.

El canal bordea alternativamente ambas orillas del río Garona, comenzando por la derecha (según sale de Toulouse) y pasando a la izquierda a través de un puente canal a la altura de Agen (capital de Lot y Garona). Parte de Port de l'Embouchure en Toulouse (Alto Garona) donde se une a los canales de Brienne y Midi y desemboca en el Garona a la altura de Castets-en-Dorthe, en la Gironda, a 54 km al sureste de Burdeos, a partir de donde el río es navegable gracias a las mareas. En su camino está unido a los ríos Tarn, Baïse, Garona y Lot por intermediación de la caída de Baïse de Buzet y de 4 km del Garona.
El canal se alimenta del agua del Garona a través de dos tomas:
- el canal de Brienne en Toulouse,
- y la acequia de Laboulbène, en Agen (subterránea).

Si se exceptúan las cinco esclusas de Montech, dobladas por la pendiente de agua epónima (1974,) todas las esclusas tienen una longitud de 40,50 m y un ancho de 6 m. Las esclusas de Montech mantienen el antiguo calado de 30 m.
El curso del canal se ve atravesado por numerosos puentes, hasta 83, todos ellos reconstruidos en 1933 para adaptarlos a la circulación moderna.